# Pantha du Prince
Pantha du Prince, Panthel o Glühen 4, pseudonimo di Hendrik Weber (Bad Wildungen, 1975), è un produttore discografico, musicista e compositore tedesco.

## Discografia

### Come Pantha du Prince
Album
- 2004: Diamond Daze
- 2007: This Bliss
- 2010: Black Noise
- 2013: Elements of Light (con The Bell Laboratory)
- 2016: The Triad
- 2020: Conference Of Trees
- 2022: Garden Gaia

Singoli
- 2002: Nowhere
- 2005: Butterfly Girl Versions
- 2006: Lichten/Walden
- 2009: Behind The Stars
- 2013: Elements of Light (con The Bell Laboratory)

### Come Glühen 4
Album
- 2003: Das Schweigen der Sirenen